# Sea Life London Aquarium

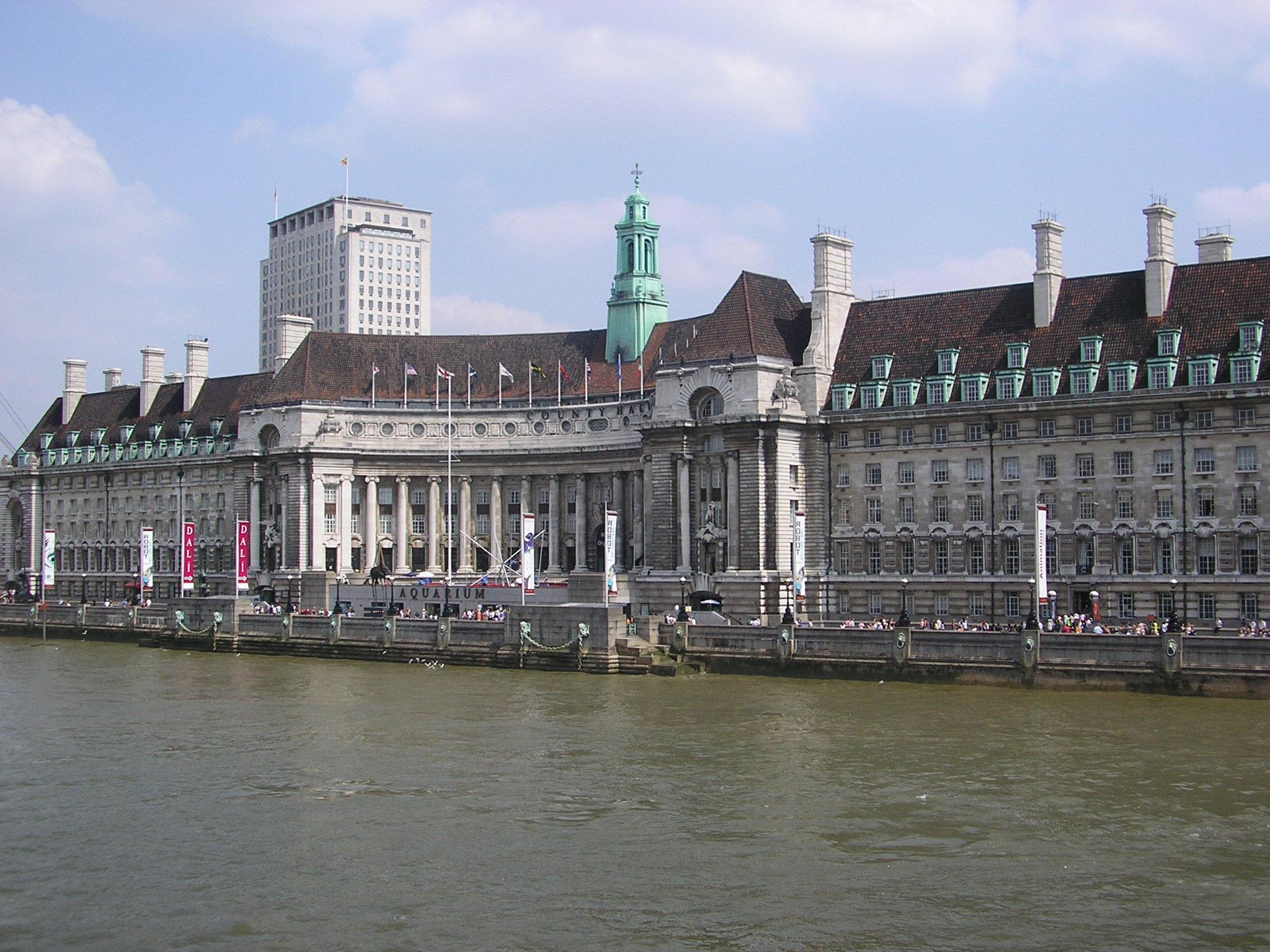
London County Hall i wejście do Sea Life London Aquarium – widok z mostu Westminster

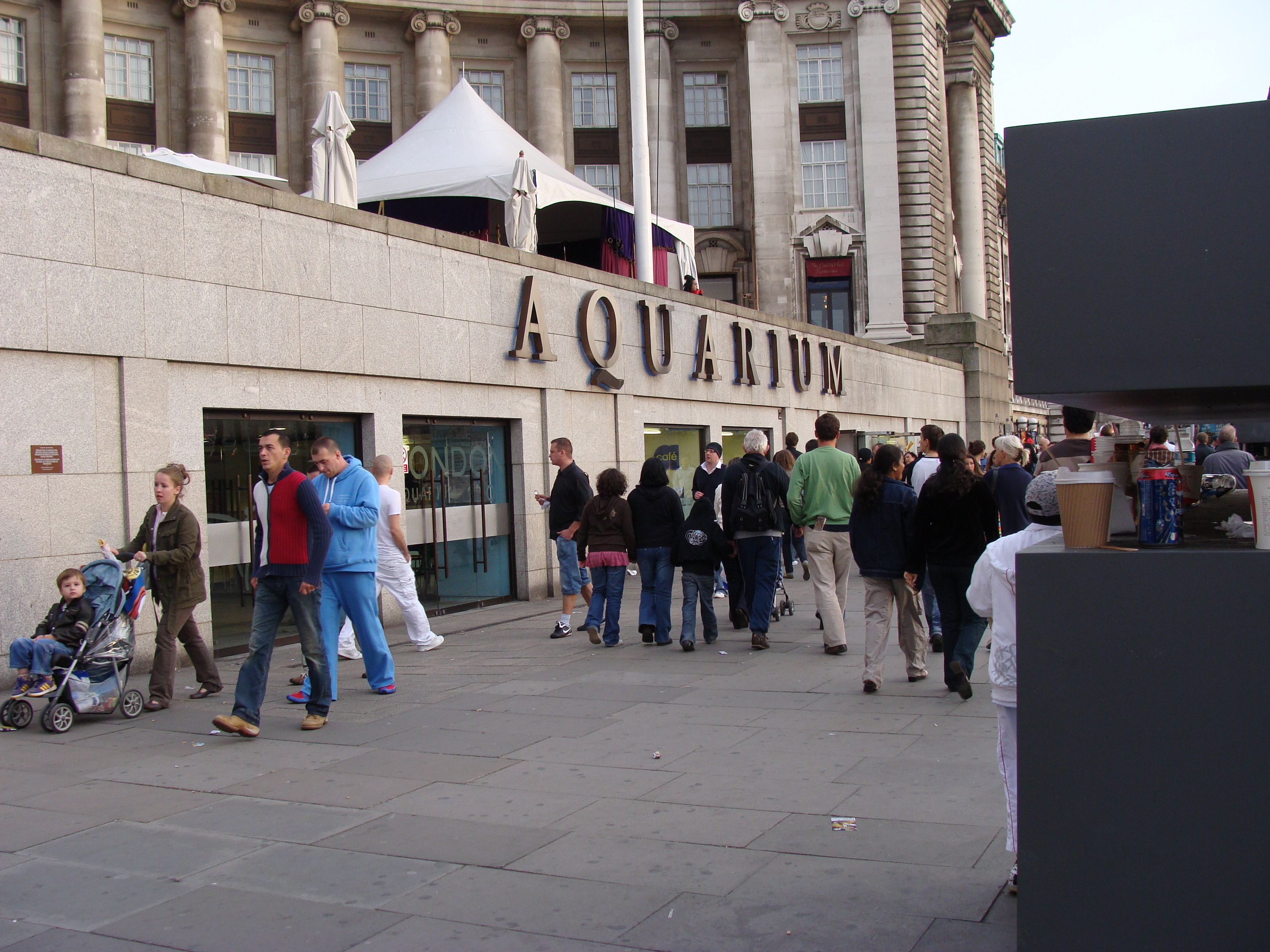
Wejście do London Aquarium

Sea Life London Aquarium – placówka turystyczno-edukacyjna, londyńska kolekcja gatunków flory i fauny morskiej i słodkowodnej prezentowana w zabytkowym budynku London County Hall, w bezpośrednim sąsiedztwie London Eye – jedna z największych, obok London Eye, Madame Tussauds i London Dungeon, atrakcji turystycznych Londynu.

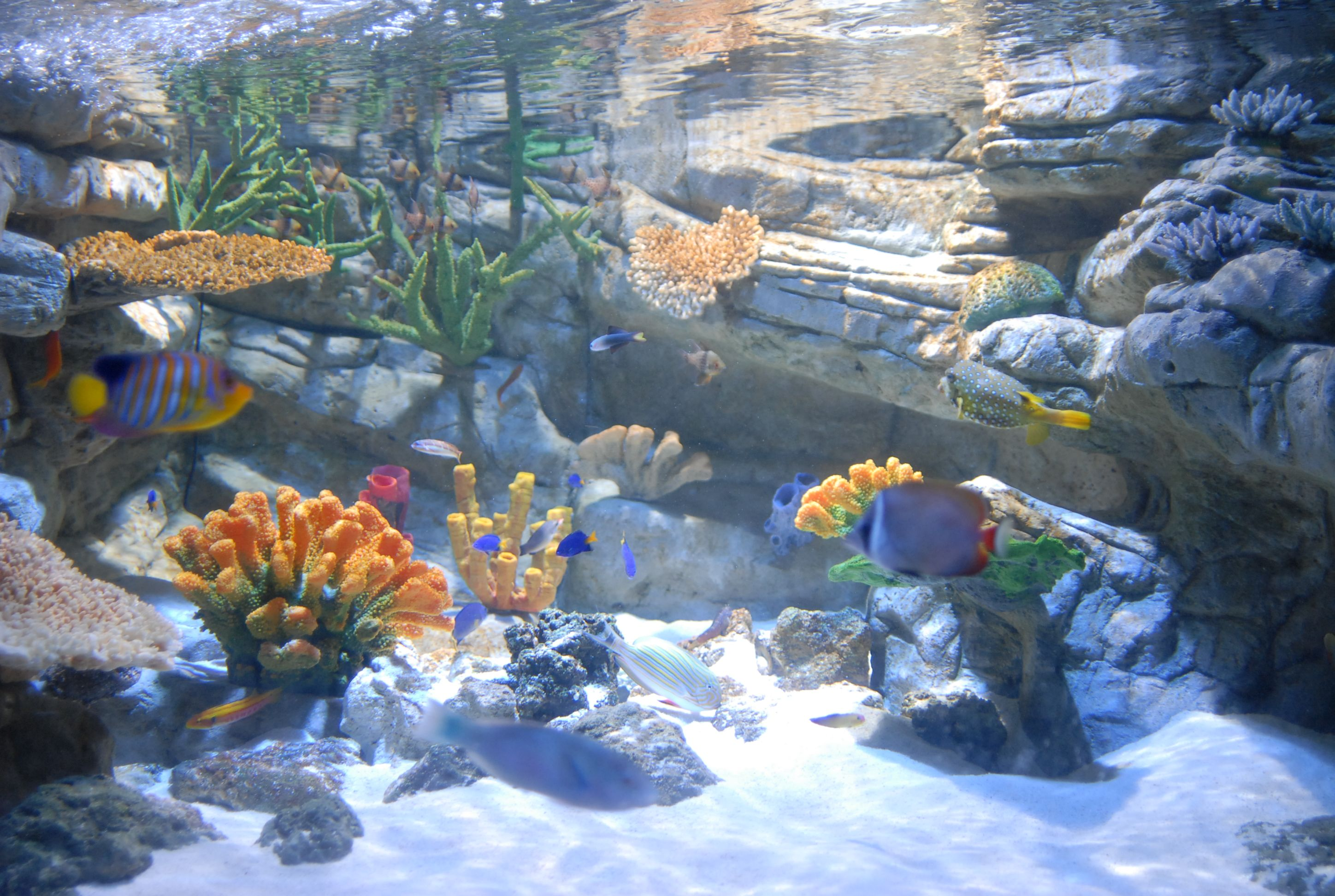
Jedno z akwariów

Akwarium zarządzane przez County Hall Entertainment zostało otwarte w marcu 1997 roku pod nazwą London Aquarium. W maju 2008 roku zostało wykupione przez Merlin Entertainments, a rok później włączone do programu ochrony zasobów morskich działającego w sieci Sea Life i przemianowane na Sea Life London Aquarium. Pod koniec 2010 roku kolekcja zebrana w londyńskim akwarium liczyła ponad 500 gatunków zwierząt zgrupowanych w 14 strefach tematycznych prezentowanych w zbiornikach o łącznej pojemności ponad 2 mln litrów. Jest jedną z największych w Europie kolekcji gatunków organizmów morskich i słodkowodnych, od małych bezkręgowców, przez błazenki, cyruliki, mureny i piranie, po żółwie morskie, rekiny i płaszczki. Oprócz komercyjnej działalności placówka zajmuje się też ochroną gatunków zagrożonych. Wśród podopiecznych londyńskiego akwarium znajduje się para krytycznie zagrożonych wyginięciem krokodyli kubańskich (Crocodylus rhombifer).
Pomieszczenia London Aquarium rozmieszczone są na trzech kondygnacjach obejmujących parter i podziemia County Hall, które zostały przebudowane i dostosowane do potrzeb placówki. Wejście znajduje się na południowym brzegu Tamizy. W centrum obiektu umieszczono dwa duże akwaria morskie z gatunkami otwartych stref oceanicznych Atlantyku i Pacyfiku. Pod jednym z nich przebiega umożliwiający obserwację przeszklony, podwodny tunel. Wokół centralnych zbiorników rozmieszczone są mniejsze akwaria prezentujące biotopy wszystkich oceanów i kontynentów, m.in. rafy koralowe, wybrzeża morskie, rzeki, jeziora i wody jaskiniowe. Poszczególne strefy tematyczne połączone są korytarzami. Wzdłuż całej trasy zwiedzania oraz przy większości zbiorników umieszczono wiele informacji o prezentowanych gatunkach, zależnościach międzygatunkowych oraz o potrzebie ochrony środowiska. Całość wystawy uzupełnia oprawa świetlna i akustyczna. 
Akwarium jest czynne 7 dni w tygodniu, z wyjątkiem świąt Bożego Narodzenia. Rocznie odwiedza je 750 000 osób.